# Сентэленцы
Сентэленцы (англ. Saint Helenians) — народ, основное население островов Святой Елены, Вознесения и Тристан-да-Кунья.
Сентэленцы сформировались из представителей народов и народностей, проживавших на территории островов Святой Елены, Вознесения и Тристан-да-Кунья.
Сентэленцы делятся на три основные группы:
- Белые сентэленцы (англ. White Saint Helenians) — потомки колонистов из Европы, в основном британцев и сосланных на остров буров из Южной Африки, составляющие около 25 % населения островов.
- Сентэленцы африканского происхождения (англ. African Saint Helenians) — потомки рабов, привезенные на остров в основном из Западной Африки, составляющие около 50 % населения островов.
- Сентэленцы китайского происхождения (англ. Chinese Saint Helenians; кит. 中国聖拿人) — потомки китайских рабочих, нанятых для работ на острове после отмены рабства, составляющие около 25 % населения островов.

## История
Остров Св. Елены был открыт португальским мореходом Жуаном да Нова  на обратном пути из Индии 21 мая 1502 года. Португальцы застали остров необитаемым. Первым известным постоянным жителем острова был португалец Фернан Лопеш, живший на острове один в 1515—1545 годах. Однако постоянное население на островах появилось только после перехода острова Святой Елены под власть Великобритании. Для сельскохозяйственных работ Британской Ост-Индской компанией на остров были завезены рабы из Западной Африки. Перепись 1723 года зарегистрировала 1110 жителей, в том числе 610 чернокожих рабов. В 1792 году губернатор Роберт Паттон объявил запрет на торговлю рабами на острове. По переписи 1817 года было зарегистрировано 6150 жителей, из которых 1540 были чернокожими рабами и около 500 были вольноотпущенниками. После отмены рабства для работы на острове были наняты рабочие из Китая. Подавляющее большинство китайских рабочих прибыло на территорию острова между 1810 и 1834 годами. Наибольшее число — 618 китайцев — прибыло в 1818 году. Во время второй Англо-бурской войны остров стал местом ссылки военнопленных буров.